# Eterosonycha alpina
Eterosonycha alpina är en spindelart som beskrevs av Butler 1932. Eterosonycha alpina ingår i släktet Eterosonycha och familjen Micropholcommatidae.
Artens utbredningsområde är Victoria, Australien. Inga underarter finns listade i Catalogue of Life.